# Denemarken op de Olympische Zomerspelen 1936
Denemarken nam deel aan de Olympische Zomerspelen 1936 in Berlijn, Duitsland. Voor de tweede achtereenvolgende keer werd geen goud gewonnen.

## Medailleoverzicht
| Sport        | Olympiër                 | Discipline           | Medaille |
| ------------ | ------------------------ | -------------------- | -------- |
| Roeien       | Harry Larsen Peter Olsen | twee-zonder (m)      | Zilver   |
| Zwemmen      | Ragnhild Hveger          | 400m vrije slag (v)  | Zilver   |
| Boksen       | Gerhard Pedersen         | -66,7kg (m)          | Brons    |
| Paardensport | Hans Lunding             | eventing individueel | Brons    |
| Zwemmen      | Inge Sørensen            | 200m schoolslag (v)  | Brons    |

## Deelnemers en resultaten

### Atletiek
| Olympiër                   | Discipline               | Resultaat | Prestatie                                           |
| -------------------------- | ------------------------ | --------- | --------------------------------------------------- |
| Gunnar Christensen         | 200m (m)                 | series    | serie 3: 6de in 23,1                                |
| Gunnar Christensen         | 400m (m)                 | 21e       | serie 7: 3de in 49,3 kwartfinale 1: 6de in 51,0     |
| Børge Larsen               | 1500m (m)                | series    | serie 1: 8ste                                       |
| Henry Nielsen              | 5000m (m)                | 18e       | serie 2: 7de in 15.25,0                             |
| Harry Siefert              | 5000m (m)                | 10e       | serie 1: 2de in 15.02,8 finale: 10de in 14.48,4     |
| Harry Siefert              | 10000m (m)               | 10e       | 31.52,6                                             |
| Svend Aage Thomsen         | 110m horden (m)          | series    | serie 1: 4de in 15,3                                |
| Anders Hartington Andersen | marathon (m)             | 25e       | 2:56.31,0                                           |
| Ejner Bech                 | 50km snelwandelen (m)    | DNF       | niet gefinisht                                      |
| Willy Rasmussen            | verspringen (m)          | 19e       | kwalificatie: 19de met 6,92m                        |
| Poul Otto                  | hoogspringen (m)         | 12e       | kwalificatie: 1ste met 1,85m finale: 12de met 1,85m |
| Svend Aage Thomsen         | hoogspringen (m)         | 23e       | kwalificatie: 23ste met 1,80m                       |
| Ernst Larsen               | polsstokhoogspringen (m) | 17e       | kwalificatie: 1ste met 3,80m finale: 17de met 3,80m |

### Boksen
| Olympiër          | Discipline  | Resultaat | Prestatie |
| ----------------- | ----------- | --------- | --- |
| Kaj Frederiksen   | -50,8kg (m) | 9e        | 1ste ronde: W van LUX Ciatti: punten 2de ronde: V van ITA Matta: punten |
| Viggo Frederiksen | -53,5kg (m) | 17e       | 1ste ronde: V van PHI de Larrazábal: punten |
| Sigfred Madsen    | -57,2kg (m) | 9e        | 1ste ronde: vrij 2de ronde: V van HUN Frigyes: punten |
| Poul Kops         | -61,2kg (m) | 4e        | 1ste ronde: vrij 2de ronde: W van NOR Haugen: punten kwartfinale: W van ARG Oliver: punten halve finale: V van HUN Harangi: punten bronzen finale: V van SWE Agren: walk-over                          |
| Gerhard Pedersen  | -66,7kg (m) | Brons     | 1ste ronde: W van CHI Giaverini: punten 2de ronde: W van NOR Andreassen: punten kwartfinale: W van ARG Rodriguez: punten halve finale: V van FIN Suvio: punten bronzen finale: W van SWE Tritz: punten |
| Gunnar Andreasen  | -72,6kg (m) | 9e        | 1ste ronde: vrij 2de ronde: V van NED Dekkers: punten |
| Børge Holm        | -79,4kg (m) | 5e        | 1ste ronde: W van AUT Schweifer: punten 2de ronde: W van NED Fock: punten kwartfinale: V van FRA Michelot: punten                                                                                      |
| Omar Hermansen    | +79,4kg (m) | 5e        | 1ste ronde: vrij 2de ronde: V van ARG Lovell: punten |

### Kanovaren
| Olympiër                      | Discipline     | Resultaat | Prestatie                                    |
| ----------------------------- | -------------- | --------- | -------------------------------------------- |
| Poul Larsen                   | K-1 1000m (m)  | 13e       | serie 2: 6de in 4.56,0                       |
| Helge Nielsen                 | K-1 10000m (m) | 15e       | 56.43,9                                      |
| Verner Løvgreen Axel Svendsen | K-2 1000m (m)  | 7e        | serie 1: 4de in 4.24,8 finale: 7de in 4.26,6 |
| Verner Løvgreen Axel Svendsen | K-2 10000m (m) | 4e        | 44.39,8                                      |

### Hockey
| Olympiër | Discipline | Resultaat | Prestatie                                                |
| --- | ---------- | --------- | -------------------------------------------------------- |
| Carl Weiss Mogens Venge Mogens Thomassen Tage Schultz Louis Prahm Carl Malling Vagn Loft Henry Larsen Aage Kirkegaard Robert Jensen Vagn Hovard Henning Holst Robert Hansen Jørgen Gry Otto Busch Arne Blach | mannen     | 6e        | groep B: 3de V van Duitsland: 0-6 G van Afghanistan: 6-6 |

### Paardensport
| Olympiër                                           | Discipline  | Resultaat | Prestatie          |
| Dressuur                                           | Dressuur    | Dressuur  | Dressuur           |
| -------------------------------------------------- | ----------- | --------- | ------------------ |
| Peder Jensen                                       | individueel | 7e        | 1596 punten        |
| Eventing                                           |             |           |                    |
| Vincens Grandjean                                  | individueel | 4e        | 104,90 strafpunten |
| Niels Erik Leschly                                 | individueel | DNF       | niet gefinisht     |
| Hans Lunding                                       | individueel | Brons     | 102,20 strafpunten |
| Niels Erik Leschly Vincens Grandjean Hans Lunding] | team        | DNF       | niet gefinisht     |

### Roeien
| Olympiër | Discipline      | Resultaat | Prestatie                                                                   |
| --- | --------------- | --------- | --------------------------------------------------------------------------- |
| Harry Julius Larsen Richard Olsen | twee-zonder (m) | Zilver    | serie 2: 2de in 7.19,1 halve finale 3: 1ste in 8.53,4 finale: 2de in 8.19,2 |
| Carl Berner Aage Jensen Remond Larsen | twee-met (m)    | 4e        | serie 2: 2de in 7.41,1 halve finale 3: 1ste in 8.51,1 finale: 4de in 8.55,8 |
| Bjørner Drøger Keld Karise Emil Boje Jensen Knud Olsen                                                                                     | vier-zonder (m) | 6e        | serie 1: 3de in 6.36,8 halve finale 1: 2de in 7.27,6 finale: 6de in 7.26,3  |
| Aage Jensen Flemming Jensen Hans Mikkelsen Gunnar Ibsen Sørensen Svend Aage Holm Sørensen                                                  | vier-met (m)    | 6e        | serie 1: 4de in 7.04,5 halve finale 1: 1ste in 8.09,1 finale: 6de in 7.40,4 |
| Carl Berner Bjørner Drøger Harry Gregersen Emil Boje Jensen Keld Karise Remond Larsen Knud Olsen Olaf Klitgaard Poulsen Poul Byrge Poulsen | acht (m)        | 14e       | serie 3: 4de in 6.18,0 herkansingen: 4de                                    |

### Schermen
| Olympiër                                                                            | Discipline      | Resultaat | Prestatie |
| ----------------------------------------------------------------------------------- | --------------- | --------- | --- |
| Preben Christiansen                                                                 | degen (m)       | 28e       | 1ste ronde groep 2: 2de met 4 overwinningen kwartfinale groep 2: 7de met 2 overwinningen                                                                                |
| Aage Leidersdorff                                                                   | degen (m)       | 37e       | 1ste ronde groep 5: 3de met 4 overwinningen kwartfinale groep 1: 10de met 1 overwinning                                                                                 |
| Erik Hammer Sørensen                                                                | degen (m)       | 35e       | 1ste ronde groep 8: 4de met 3 overwinningen kwartfinale groep 3: 9de met 1 overwinning                                                                                  |
| Erik Hammer Sørensen Caspar Schrøder Aage Leidersdorff Preben Christiansen          | degen team (m)  | 15e       | 1ste ronde groep 2: 3de met 0 overwinningen |
| Preben Christiansen                                                                 | floret (m)      | 43e       | 1ste ronde groep 7: 5de met 2 overwinningen |
| Svend Jacobsen                                                                      | floret (m)      | 41e       | 1ste ronde groep 5: 5de met 1 overwinning |
| Aage Leidersdorff                                                                   | floret (m)      | 24e       | 1ste ronde groep 3: 3de met 5 overwinningen 2de ronde groep 4: 3de met 2 overwinningen kwartfinale groep 4: 6de met 0 overwinningen                                     |
| Erik Hammer Sørensen Kim Bærentzen Aage Leidersdorff Caspar Schrøder Svend Jacobsen | floret team (m) | 13e       | 1ste ronde groep 3: 3de met 0 overwinningen |
| Preben Christiansen                                                                 | sabel (m)       | 50e       | 1ste ronde groep 5: 6de met 3 overwinningen |
| Aage Leidersdorff                                                                   | sabel (m)       | 26e       | 1ste ronde groep 6: 2de met 4 overwinningen kwartfinale groep 3: 5de met 1 overwinning                                                                                  |
| Erik Hammer Sørensen                                                                | sabel (m)       | 61e       | 1ste ronde groep 7: 7de met 1 overwinning |
| Erik Hammer Sørensen Kim Bærentzen Aage Leidersdorff Caspar Schrøder Svend Jacobsen | sabel team (m)  | 15e       | 1ste ronde groep 3: 3de met 0 overwinningen |
|                                                                                     |                 |           | |
| Ulla Barding-Poulsen                                                                | floret (v)      | 18e       | 1ste ronde groep 4: 2de met 4 overwinningen kwartfinale groep 1: 5de met 1 overwinning                                                                                  |
| Karen Lachmann                                                                      | floret (v)      | 5e        | 1ste ronde groep 3: 1ste met 4 overwinningen kwartfinale groep 4: 2de met 4 overwinningen halve finale groep 2: 3de met 2 overwinningen finale: 5de met 3 overwinningen |
| Grete Olsen                                                                         | floret (v)      | 14e       | 1ste ronde groep 5: 4de met 3 overwinningen kwartfinale groep 2: 4de met 2 overwinningen                                                                                |

### Schietsport
| Olympiër           | Discipline              | Resultaat | Prestatie                       |
| ------------------ | ----------------------- | --------- | ------------------------------- |
| Julius Hansen      | 50m geweer liggend (m)  | 8e        | 295 punten                      |
| Vilhelm Johansen   | 50m geweer liggend (m)  | 36e       | 290 punten                      |
| Erik Sætter-Lassen | 50m geweer liggend (m)  | 15e       | 293 punten                      |
| Julius Lehrmann    | 50m pistool (m)         | 22e       | 518 punten: (81-86-91-88-84-88) |
| Christen Møller    | 50m pistool (m)         | 28e       | 513 punten: (84-90-82-85-87-85) |
| Axel Lerche        | 25m snelvuurpistool (m) | onbekend  |                                 |
| Christen Møller    | 25m snelvuurpistool (m) | onbekend  |                                 |
| Erik Sætter-Lassen | 25m snelvuurpistool (m) | 22e       | 22 punten                       |

### Schoonspringen
| Olympiër                | Discipline    | Resultaat | Prestatie    |
| ----------------------- | ------------- | --------- | ------------ |
| Mette Gregaard          | 10m toren (v) | 15e       | 27,54 punten |
| Karen Margrete Andersen | 10m toren (v) | 17e       | 27,08 punten |

### Wielersport
| Olympiër                                                                      | Discipline               | Resultaat | Prestatie                                                                                  |
| Baan                                                                          | Baan                     | Baan      | Baan                                                                                       |
| ----------------------------------------------------------------------------- | ------------------------ | --------- | ------------------------------------------------------------------------------------------ |
| Karl Magnussen                                                                | sprint (m)               | 5e        | serie 10: W van PER Mazzini 2de ronde: W van HUN Gyarffy kwartfinale: V van FRA Chaillot   |
| Arne Pedersen                                                                 | tijdrit (m)              | 5e        | 1.14,0                                                                                     |
| Heino Dissing Bjørn Stiler                                                    | tandem (m)               | 5e        | 1ste ronde: V van België herkansingen: W van Oostenrijk: 11,4 kwartfinale: V van Duitsland |
| Erik Friis Helge Jacobsen Karl Magnussen Hans Christian Nielsen Arne Pedersen | ploegenachtervolging (m) | 8e        | 1ste ronde: W van Zwitserland: 4.49,4 kwartfinale: V van België                            |
| Weg                                                                           |                          |           |                                                                                            |
| Knud Jacobsen                                                                 | wegwedstrijd (m)         | onbekend  |                                                                                            |
| Tage Møller                                                                   | wegwedstrijd (m)         | onbekend  |                                                                                            |
| Arne Petersen                                                                 | wegwedstrijd (m)         | 16e       | 2:33.08,0                                                                                  |
| Frode Sørensen                                                                | wegwedstrijd (m)         | 12e       | 2:33.07,2                                                                                  |
| Frode Sørensen Arne Petersen Tage Møller Knud Jacobsen                        | wegwedstrijd team (m)    | onbekend  |                                                                                            |

### Worstelen
| Olympiër         | Discipline  | Resultaat   | Prestatie |
| Vrije stijl      | Vrije stijl | Vrije stijl | Vrije stijl |
| ---------------- | ----------- | ----------- | --- |
| Aage Meyer       | -66kg (m)   | 7e          | 1ste ronde: W van CAN Thomas 2de ronde: V van FRA Delporte                                                        |
| Grieks-Romeins   |             |             | |
| Robert Voigt     | -56kg (m)   | 7e          | 1ste ronde: W van YUG Toth 2de ronde: W van FRA Bayle 3de ronde: V van GER Brendel 4de ronde: V van FIN Perttunen |
| Robert Nielsen   | -61kg (m)   | 18e         | 1ste ronde: V van TUR Erkan                                                                                       |
| Aage Meyer       | -66kg (m)   | 9e          | 1ste ronde: W van LUX Scheitler 2de ronde: V van EGY Ali 3de ronde: V van NOR Dahl                                |
| Hans Frederiksen | -79kg (m)   | 12e         | 1ste ronde: V van ITA Gallegati 2de ronde: V van FIN Kokkinen                                                     |
| Peter Larsen     | +87kg (m)   | 9e          | 1ste ronde: V van FIN Nyström 2de ronde: V van TUR Çoban                                                          |

### Zeilen
| Olympiër                                                                                        | Discipline         | Resultaat | Prestatie                        |
| ----------------------------------------------------------------------------------------------- | ------------------ | --------- | -------------------------------- |
| Sigurd Christensen                                                                              | eenmans olympiajol | 12e       | 92 punten: (5-7-DSQ-20-10-8-14)  |
| Hans Tholstrup Niels Schibbye Vagn Kastrup Niels Wal Hansen Otto Gunnar Danielsen Carl Berntsen | 8m klasse          | 8e        | 22 punten: (9-10-10-2-2-DSQ-DNF) |

### Zwemmen
| Olympiër                                                       | Discipline            | Resultaat | Prestatie                                                                          |
| -------------------------------------------------------------- | --------------------- | --------- | ---------------------------------------------------------------------------------- |
| John Christensen                                               | 100m vrije slag (m)   | 16e       | serie 5: 2de in 1.01,0 halve finale 2: 8ste in 1.01,6                              |
| Poul Petersen                                                  | 100m vrije slag (m)   | 21e       | serie 7: 5de in 1.01,6                                                             |
| Aage Hellstrøm                                                 | 400m vrije slag (m)   | 24e       | serie 2: 3de in 5.18,2                                                             |
| Jørgen Jørgensen                                               | 400m vrije slag (m)   | 22e       | serie 3: 5de in 5.17,8                                                             |
| Poul Petersen                                                  | 400m vrije slag (m)   | 27e       | serie 5: 4de in 5.20,3                                                             |
| Aage Hellstrøm                                                 | 1500m vrije slag (m)  | 17e       | serie 3: 6de in 21.16,9                                                            |
| Jørgen Jørgensen                                               | 1500m vrije slag (m)  | 14e       | serie 2: 3de in 21.42,0 halve finale 1: 7de in 21.46,3                             |
| Børge Bæth                                                     | 100m rugslag (m)      | 25e       | serie 5: 5de in 1.17,3                                                             |
| Finn Jensen                                                    | 200m schoolslag (m)   | 14e       | serie 3: 3de in 2.55,7 halve finale 1: 7de in 2.54,8                               |
| Hans Malmström                                                 | 200m schoolslag (m)   | 17e       | serie 5: 4de in 2.56,5                                                             |
| Erik Skou                                                      | 200m schoolslag (m)   | 19e       | serie 2: 4de in 2.57,6                                                             |
| Poul Petersen Jørgen Jørgensen Aage Hellstrøm John Christensen | 4x200m vrije slag (m) | 9e        | serie 2: 4de in 9.39,6                                                             |
|                                                                |                       |           |                                                                                    |
| Eva Arndt-Riise                                                | 100m vrije slag (v)   | 17e       | serie 1: 5de in 1.10,1                                                             |
| Ragnhild Hveger                                                | 100m vrije slag (v)   | 16e       | serie 4: 1ste in 1.09,6 halve finale 2: 8ste in 1.14,0                             |
| Elvi Svendsen                                                  | 100m vrije slag (v)   | 18e       | serie 3: 4de in 1.10,3                                                             |
| Inger Carlsen                                                  | 400m vrije slag (v)   | 13e       | serie 4: 1ste in 5.57,1 halve finale 2: 7de in 5.55,0                              |
| Grete Frederiksen                                              | 400m vrije slag (v)   | 7e        | serie 3: 1ste in 5.39,5 halve finale 1: 3de in 5.42,5 finale: 7de in 5.45,0        |
| Ragnhild Hveger                                                | 400m vrije slag (v)   | Zilver    | serie 1: 1ste in 5.28,0 (OR) halve finale 2: 1ste in 5.33,7 finale: 2de in 5.27,57 |
| Tove Brunnstrøm Madsen                                         | 100m rugslag (v)      | 5e        | serie 1: 2de in 1.20,4 halve finale 1: 3de in 1.19,1 finale: 5de in 1.20,4         |
| Tove Nielsen                                                   | 100m rugslag (v)      | 12e       | serie 3: 4de in 1.25,3 halve finale 2: 6de in 1.22,0                               |
| Valborg Christensen                                            | 200m schoolslag (v)   | 10e       | serie 3: 2de in 3.07,8 halve finale 2: 5de in 3.14,1                               |
| Edel Nielsen                                                   | 200m schoolslag (v)   | 15e       | serie 4: 4de in 3.21,3                                                             |
| Inge Sørensen                                                  | 200m schoolslag (v)   | Brons     | serie 1: 1ste in 3.06,7 halve finale 1: 2de in 3.06,0 finale: 2de in 3.07,8        |
| Eva Arndt Tove Bruunstrøm Ragnhild Hveger Elvi Svendsen        | 4x100m vrije slag (v) | 7e        | serie 2: 3de in 4.46,2 finale: 7de in 4.51,4                                       |

Afghanistan · Argentinië · Australië · België · Bermuda · Bolivia · Brazilië · Brits-Indië · Bulgarije · Canada · Chili · Colombia · Costa Rica · Denemarken · Duitsland · Egypte · Estland · Filipijnen · Finland · Frankrijk · Griekenland · Groot-Brittannië · Hongarije · IJsland · Italië · Japan · Joegoslavië · Letland · Liechtenstein · Luxemburg · Malta · Mexico · Monaco · Nederland · Nieuw-Zeeland · Noorwegen · Oostenrijk · Peru · Polen · Portugal · Republiek China · Roemenië · Tsjecho-Slowakije · Turkije · Uruguay · Verenigde Staten · Zuid-Afrika · Zweden · Zwitserland